# Hvidovre Stadion
Hvidovre Stadion – wielofunkcyjny stadion, położony w Kopenhadze, Dania. Swoje mecze na tym obiekcie rozgrywa zespół piłkarski Hvidovre IF. Jego pojemność wynosi 15 000 miejsc.